# Луиза де Медичи
Луѝза Контесѝна Рòмола ди Лорèнцо де Мèдичи (на италиански: Luisa Contessina Romola di Lorenzo de' Medici), наречена Луѝджа де Мèдичи (Luigia de' Medici; * 25 януари 1477, Флоренция, Флорентинска република; † лято 1488, пак там) е италианска благородничка от рода Медичи.

## Произход
Тя е четвъртата дъщеря на Лоренцо Великолепни (* 1449 † 1492), банкер, де факто владетел на Флорентинската република, най-могъщият и ентусиазиран покровител на ренесансовата култура в Италия, и на съпругата му Клариса Орсини (ок. 1453 – 1487), дъщеря на Якопо (Джакомо) Орсини, господар на Монтеротондо и Брачано. Има пет братя и четири сестри:
- Лукреция Мария Ромола (* 1470, † 1553), съпруга на Якопо Салвиати.

- братя-близнаци (*/† 1471 след раждането).
- Пиеро „Злочестият“ (* 1472, † 1503), господар на Флоренция след смъртта на баща им.
- Мария Магдалена Ромола (1473, † 1519), съпруга на Франческо „Франческето“ Чибо.
- Контесина Беатриче († 1474 като бебе).
- Джовани (* 1475, † 1521), известен като папа Лъв X.
- Контесина Антония Ромола (* 1478, † 1515), съпруга на пфалцграф Пиеро Ридолфи.
- Джулиано (* 1479, † 1516), херцог на Немур, господар на Флоренция и генерален капитан на Църквата.

## Биография
Кръстена е на 30 януари 1477 г. с имената Луиза Контесина Ромола.
Предназначена е да се омъжи за далечния си роднина Джовани де Медичи, нар. Пополано, вторият син на Пиерфранческо I Медичи – банкер и дипломат. Тя обаче умира на 11 години през 1488 г. Вероятно по време на годежа през 1482 – 1483 г., по поръчка на баща си, известният художник Сандро Ботичели рисува картината „Палада и кентавърът", изобразяваща алегория на брачния живот.
През 1485 г. баща ѝ ѝ дава скъпоценен Часослов, която сега се съхранява в Лаврентианската библиотека.